# Oosporiose
Polyscytalum pustulans
Espèce
L'oosporiose, appelée aussi « moucheture du tubercule », est une maladie fongique de la pomme de terre causée par le champignon Polyscytalum pustulans (synonyme :
Oospora pustulans).
La maladie se manifeste par la formation de petites taches évoluant en pustules à la surface des tubercules. Cette maladie qui affecte la qualité des tubercules peut avoir dans certaines régions des conséquences économiques importantes. Elle est répandue dans les zones à climat frais et humide, aussi bien en Europe qu'en Amérique.

## Prévention et traitement
La lutte repose essentiellement sur des méthodes préventives : choix de variétés résistantes et de plants sains, pratique de rotations longues (cinq ans), récolte précoce par temps sec, séchage des tubercules par ventilation.